# 240 (číslo)
Dvě stě čtyřicet je přirozené číslo, které následuje po čísle dvě stě třicet devět a předchází číslu dvě stě čtyřicet jedna. Římskými číslicemi se zapisuje CCXL a řeckými číslicemi σμ.

## Matematika
240 je:
- Abundantní číslo
- Nešťastné číslo
- Nepříznivé číslo
- Toto číslo má 20 dělitelů (viz výše), více než jakékoliv menší číslo

## Chemie
- 240 je nukleonové číslo čtvrtého nejstabilnějšího izotopu plutonia[1]

## Astronomie
- (240) Vanadis je planetka hlavního pásu, kterou objevil v roce 1884 Alphonse Louis Nicolas Borrelly

## Doprava
- Silnice II/240 je česká silnice II. třídy vedoucí na trase Praha-Střešovice – Horoměřice – Kralupy nad Vltavou – Velvary – Černuc – Roudnice nad Labem – Polepy – Liběšice – Horní Vysoké – Verneřice – Františkov nad Ploučnicí[2][3][4][5][6][7][8][9]

## Ostatní
- Do roku 1971 se britská libra dělila na 240 pencí
- +240 je mezinárodní telefonní předvolba Rovníkové Guineje

## Roky
- 240
- 240 př. n. l.